# Llucià Casadevall i Duran
Llucià Casadevall i Duran (Vic, 22 de novembre del 1785 - 1852) fou un vicari capitular des del 1837 que va regir la seu d'Ausona i després com a bisbe fins a la seva mort ocorreguda el 1852.

## Biografia
Casadevall va ser el tercer baró, però al novè fill dels esposos Francesc Casadevall i Antònia Duran, família treballadora i serena en l'ambient auster de la ciutat, qualitat que va heretar Llucià des de ben petit. Va ser batejar, l'endemà del seu naixement, a l'església de Sant Domènec. Als cinc anys li fou administrat el sagrament de la confirmació de mans dels bisbe Francesc Veyan i Mola.
De molt jove el veiem actuar a les aules del Seminari vigatà amb tant de profit com ho demostren les múltiples comandes que li veiem desenvolupar en aquest centre. Cursà dos anys d' estudis de Teologia Moral i és ordenat prevere pel bisbe Veyan l'any 1809. Durant els cursos de Filosofia havia adquirit una beca en el Seminari. Dos o tres anys més tard, essent encara estudiant de Teologia, el bisbe el va escollir per patge i familiar seu, passant a residir el palau episcopal, del qual ja no es mouria més durant la resta de la seva vida. Just rebuts els darrers ordres sagrats, va posar-li les mans la majordomia de les rendes de la Mitra i el nomenà al mateix temps el seu secretari particular. Un cop acabada la guerra napoleònica, el 1815 el govern, informat degudament dels seus mèrits i qualitats, li confirma una canongia dintre el Patronat que aleshores es deia Rectoria de Sant Miquel Arcàngel. I ja en el si de la corporació capitular, tot just entrat en ella, és considerat el més apte per mantenir el càrrec de secretari. Digne d'elogi fou la seva conducta en l'exercici de la missió adherent al seu nomenament en la resolució d'un sens fi d'assumptes i comissions en relació no sols amb els interessos de la Mitra o de les institucions religioses sinó també amb les institucions civils de la ciutat.
Cal remarcar la seva actuació com a representant del capítol catedralici en un fet de delicada responsabilitat: un plet establert que la corporació sostenia contra els beneficiaris de la seu. Això el va obligar a traslladar-se a Madrid i a romandre en aquella ciutat durant un any i mig. Retornat a Vic i a les seves habituals ocupacions, anava passant dedicat a mediar en benefici dels desvalguts amb la vàlua que tan honorablement havia conquerit. Esdevingué en el seu temps la mort del bisbe Pau de Jesús Corcuera el 1835. El capítol va nomenar dos vicaris capitulars per tal de regir la diòcesi mentre no es nomenés un successor, els quals, anys després, per causes desconegudes, renunciaren el càrrec. Reunits els canonges per tal de nomenar un altre vicari capitular no dubtaren en fer recaure aquest nomenament en el canonge Llucià Casadevall. Però, el nou vicari capitular es troba en el començament d'una altra guerra, la Guerra Civil, però el doctor Casadevall després d'esposar els seus dubtes i preocupacions, accepta el càrrec disposat a posar a prova la seva responsabilitat en ferma decisió de complir la voluntat de Déu. No deixarà de tenir problemes, però tot serà per fer brillar més encara el seu nom i sentir-se refrendat a Roma, i per tant, més autenticitat en el seu nomenament. La mala administració d'aquells temps feia que molts rectors passessin molts mesos i anys sense cobrar. El gran nombre de vacants a la diòcesi obligava el nostre el nostre vicari capitular a proveir-les amb sacerdots ordenats a Roma, títols no reconeguts per l'Estat. El Govern de Madrid havia ordenat l'explotació de béns de totes les religioses dels convents del Principat. Els problemes del Seminari respecte de la disciplina dels novells sacerdots i el de les rendes que li pertanyien, derivades de la supressió de la Universitat de Barcelona. Tot això i molts d'altres continuats afers, gràcies a les gestions del Dr. Casadevall prop de les més altes jerarquies estatals i eclesiàstics, foren resolts favorablement. Una de les gestions a favor del Seminari fou la recuperació del convent de la Mercè, convertit en 1835 en magatzem de palla i queviures per a l'exèrcit i utilitzat més endavant per l'Ajuntament com a caserna de la Milícia Nacional, jutjat de primera instància i aules de matemàtiques i dibuix. Per tal d'aconseguir el seu retorn als pares mercedaris, hi instal·là provisionalment algunes càtedres del Seminari, amb la intenció també de destinar una part de l'edifici a pensionat de recent ordenats que hi residirien durant un a fi d'aprendre Teologia Pastoral, art de governar les parròquies i de relacionar-se amb autoritats i corporacions i així, amb aquestes mesures, retornar el convent al seu propi destí.
Després, d'onze anys de regir la diòcesi com a vicari capitular, amb l'encert que hem pogut veure en anteriors apreciacions, li vingué el nomenament del bisbe. La primera noticia la va rebre per mitjà d'una carta de Jaume Balmes del 1848. Casadevall va queixar-se-li dient-li que tot havia estat obra seva, més quan aquell li manifestà que no en tenia la culpa per més que havia parlat del seu amic molt elogiosament sense insistir en l'elecció, perquè ja sabia que el seu desig era retirar-se aviat a fi de reposar de la seva intensa activitat que havia suportat els darrers anys. Sembla que el ministre posava certs inconvenients a la designació del Doctor Casadevall com a bisbe de Vic pel fet de ser fill de la ciutat, però el nucli el va convèncer adduint els mèrits que havia conquerit, precisament, en la conducció benemèrita del bisbat. La signatura del nomenament fou amb data del 28 de gener del 1848. Casadevall se sent, de moment, refractari a acceptar tal dignitat i demana el consell de quines personalitats va creure que el podien orientar millor: el canonge magisterial Jaume Soler; el propòsit de la Congregació de Sant Felip Neri, pare Pere Bach; el seu director espiritual, missioner i company del pare Claret, Rvd. Esteve Sala; i el catedràtic de Moral, secretari particular seu, doctor Jaume Passarell. Aquests savis consultats estigueren tots d'acord en aconsellar-li que havia d'acceptar, cal donant-se el cas que en la reforma de les seus episcopals s'havia parlat de la supressió de la diòcesi de Vic, l'única manera d'evitar-la era que acceptés la possessió de la Mitra, car solament així, pel molt bé que havia estat regida durant aquests darrers anys, el papa consentiria la supressió de qualsevol bisbat espanyol, menys el de Vic. Més decidit estaria quan el seu gran amic, el pare Antoni Maria Claret, va tenir la bona pensada de manifestar-li la satisfacció que havia endevinat en la persona del nucli i la de l'arquebisbe de Toledo quan s'havia assabentat de la seva designació. Va ser preconitzat a Roma el dia 3 de juliol de l'esmentat 1848, sis dies abans de la mort del seu gran amic Jaume Balmes, i la seva congregació va tenir loc a l'església de Santa Maria del Mar de Barcelona el 15 d'octubre, oficiada pel bisbe de Girona assistit pels de Barcelona i Puerto Rico. Va fer la seva entrada a Vic, com a bisbe, el dia 24, festivitat d'aquell altre bisbe que fou sant Bernat Calbó. No cal dir quina seria l'efervescència que dominava la ciutat disposada a rebre en la seva més alta dignitat eclesiàstica a qui durant tants anys havia estat ja el seu pastor, atent a totes les necessitats dels conciutadans i actiu defensor de tots els seus drets en tots els ordres. Martí Genís i Aguilar, en el florit i extens discurs biogràfic que va llegir en l'acte de col·locació del seu retrat a la Galeria de Vigatans Il·lustres (1896), ens descriu amb exaltat lirisme el moment solemne i triomfal de la seva arribada a la ciutat. El concurs de gent que omple les rambles, la plaça que després es batejaria amb el nom de Balmes, els passeigs i prats en ingent processó inacabable fins ben entrada la carretera de Barcelona. La cridòria enfervorida en besllumar-se lluny del vehicle que transportava el nou bisbe i que arribava al màxim en el moment que posava els peus a terra. Dotze clergues a cavall, escorta del prelat, lluitaven per fer-se pas entre la multitud sobretot en el moment en què el batlle de la ciutat, l'eminent Manuel Galadies, li donava la benvinguda. Les diferents manifestacions populars amb què fou homenejat durant el trajecte fins a la catedral, ja seva des de feia molts anys. I en el seu interior la salutació del Capítol i la resposta de gràcies del fill estimat que havia ja, des d'aquest moment, signat la seva permanència vital a la seu ausetana.
Cinc anys va durar el seu mandat episcopal, durant els quals va seguir demostrant la seva fortalesa i els seus dons directius, dintre la simplicitat i modèstia que eren norma del seu caràcter. Aquell bravo Vicario General, com l'havia designat el papa en alguns dels seus comentaris, quan d'algun fet important per a la diòcesi es tractava, continuà la seva bravura una vegada imposada la mitra. Més encara, en 1851, vacant la seu de Solsona, fou encarregat de regir-la com a administrador apostòlic. I és curiós pensar que aquella seu, abolida per ordre del Concordat, no va tenir altre administrador fins que fou nomenat per aquest càrrec, molts anys després, un altre bisbe de Vic, el Dr. Morgades i Gili. Les obres del bisbe Casadevall havien arribat al grau més alt de maduresa quan li va sobrevenir la mort. Després d'una curta malaltia, suportada amb un grau màxim de resignació i comfortat amb l'auxili dels Sants Sagraments, assistit pel seu confessor P. Bach i els seus confidents, els ja esmentats Dr.Esteve Sala i el canonge Jaume Passarell, lliurà la seva ànima el dia 11 de març de 1852. Cal suposar el sentiment del poble vigatà i les mostres de condolença que li oferien els seus fidels. Fou enterrat a la catedral, dintre de la capella del Santíssim Sagrament, que era llavors la de Sant Miquel Arcàngel; el 15 de juny del 1943 les seves despulles foren traslladades a la capella de la Immaculada Concepció. Era necessari aquest canvi, car amb motiu de la darrera reconstrucció de la catedral i el descobriment de la cripta romànica, aquell lloc l'ocupa l'escala que per la part dreta dona accés a l'esmentada cripta. L'exemple del bisbe Casadevall és excepció de la dita que ningú és profeta a la seva terra. Ell va néixer a Vic, va romandre sempre a Vic, -excepte aquell any i mig en què, per motius del bisbat, hagué de traslladar-se a Madrid- i va morir a Vic. Una vida plena de treball en l'holocaust de la religió i la pàtria. Trenta anys de canonge, onze dels quals actuà de vicari capitular, i després cinc de bisbe.

## Obra
- GENIS I AGUILAR, MARTÍ: El obispo Casadevall, discurso biogràfico, Vic, Imp. Ramon Anglada i Pujals, 11896. 84 pàg.
- PITXOT COLOMER, Felip: Ilmo. Doctor D. Luciano Casadevall Druan. Notas biográficas, Vic, Tipografia Balmesiana, 1943. 23 pág.